# Гореня Требуша
Гореня Требуша (на словенски: Gorenja Trebuša) е село в Словения, регион Горишка, община Толмин. Според Националната статистическа служба на Република Словения през 2015 г. селото има 103 жители.